# 80 Days
80 Days (укр. 80 Днів) — британська інтерактивна відеогра, яка випущена компанією Inkle. Вона використовує розгалужену оповідь, дозволяючи гравцеві робити вибір, що впливає на сюжет.

## Сюжет
В основі сюжету лежить роман Жюля Верна «Навколо світу за вісімдесят днів», написаний у 1873 році. На подвір'ї 1872 року й мосьє Філеас Фоґґ уклав парі в Реформ-клубі, що він зможе промандрувати навколо світу за вісімдесят днів або менше. Гра слідує за ходом цієї пригоди, розказаної слугою Філеаса Фоґґа Паспарту, діями та рішеннями якого керує гравець.
Залишивши Лондон на підводному поїзді до Парижа або на поштовій кареті до Кембриджа, гравець може вибрати свій власний маршрут світом, подорожуючи з міста в місто.

## Ігровий процес
Кожне місто та подорож містять унікальний оповідальний зміст. За оцінками розробників, за одну повну навколосвітню подорож гравці побачать приблизно 2% від 750 000 слів текстового контенту гри.
У ролі камердинера гравці повинні керувати фінансами, здоров'ям свого господаря та часом, а також купувати та продавати предмети на різних ринках у всьому світі. Вибір, зроблений гравцем у сюжетних розділах, також може вплинути на подальше проходження гри.
У грі є кілька секретів, великодок та прихованих кінцівок, а також декілька посилань до творів Верна, включаючи «Двадцять тисяч льє під водою» та «З Землі на Місяць». Гра також частково натхненна жанром стимпанк, у ній присутні такі елементи, як розумний механічний транспорт, судна на повітряній подушці, підводні апарати та ціле місто, яке ходить на чотирьох гігантських ногах.

## Реліз
Відеогра випущена для платформ iOS 31 липня та Android 16 грудня 2014 року, а для Microsoft Windows та OS X — 29 вересня 2015 року.

## Рецензії
На Metacritic гра має рейтинг 88/100 та 84/100 для iOS та PC відповідно.
Філ Кемерон з The Daily Telegraph назвав її «одним з найкращих прикладів розгалуженої оповіді, які будь-коли були створені».
AppleNApps сказав: «Сюжет абсолютно чудовий, а маленькі повороти та нюанси класичного сюжету постійно змушують вас чекати продовження».
Pocket Gamer пише: «Вона багата на ідеї, блискуче написана і створює світ, який хочеться відвідувати знову і знову».
Gamezebo пише: «80 Days має солідну глибину, чудову історію... Це інтелектуальний виклик».
GrabItMagazine сказав: «Студія Inkle заслуговує на високу оцінку за створення доступного і, зрештою, веселого способу для людей познайомитися з класичним твором Верна».
Попри те, що це гра, газета The Telegraph також назвала її «одним із найкращих романів 2014 року».

## Нагороди
Провідна сценаристка Мег Джаянт здобула нагороду Гільдії письменників Великобританії за роботу над проєктом.
Гра була названа «Грою 2014 року» за версією журналу Time.
У 2015 році гра отримала чотири номінації на премію BAFTA — за найкращу британську гру, найкращий сюжет, найкращу мобільну гру та інновації в іграх, а також три номінації на премію IGF за 2014 рік — за визначний дизайн, визначний сюжет і в категорії Grand Prize.